# Макнамара, Гарретт
Гарретт Макнамара (англ. Garrett ‘GMAC’ McNamara; род. 10 августа 1967, Питсфилд) — американский профессиональный сёрфер. Занесён в Книгу рекордов Гиннесса как сёрфер, одолевший волну высотой 78 футов (≈23,77 метра) в Назаре, Португалия.
29 января 2013 года Гарретт Макнамара установил новый мировой рекорд там же, на Северном пляже (Прайа-ду-Норте) в Назаре, Португалия. По некоторым сообщениям, высота покорённой волны составила около 30 м. Достижение пока не внесено в Книгу рекордов Гиннесса.
Макнамара родился 10 августа 1967 года в Питсфилде, штат Массачусетс; семья переехала в Норт-Шор на Гавайях в 1978 году. Там Гарретт в 11 лет по примеру старшего брата Лиама начал заниматься сёрфингом. В 17 лет вошёл в престижную гавайскую серию Triple Crown of Surfing и нашёл основных спонсоров из крупнейших японских брендов.
Макнамара был в числе первых спортсменов, которые в начале 1990-х годов стали ловить большие волны, используя лодки и другие плавсредства для доставки сёрферов в море.

## Фильмография

### Фильмы
«The Glacier Project»

«The North Canyon Show by Garrett McNamara» 

 «100 Foot Wave»  

### Телепередачи
Fuel TV — 12 эпизодов

Travel Channel — 12 эпизодов

Anderson Cooper 360° Эпизод

Discovery Channel Эпизод

BBC Эпизод

The Swell Life — 12 эпизодов